# Bayou Country
Bayou Country — второй студийный альбом американской рок-группы Creedence Clearwater Revival, записанный осенью 1968 года в RCA Studios (Лос-Анджелес, Калифорния) и выпущенный звукозаписывающей компанией Fantasy Records 5 января 1969 года. Он поднялся до 7-го места Billboard Top LP’s. Синглом из него вышел трек «Proud Mary» (#2 US, #8 UK). Первый из трёх студийных альбомов CCR выпущенных в течение 1969 года.

## Восприятие
Современники с восторгом приняли новую работу квартета из Сан-Франциско. Музыкальные критики провозгласили Creedence Clearwater Revival самой весёлой рок-н-ролльной группой со времён Литл Ричарда, а сам лонгплей самой захватывающей рок-н-ролльной записью с момента выхода дебютного альбома Steppenwolf. По мнению Пита Джонсона из Los Angeles Times оба диска отражали эмоциональную силу, которая сделала танцевальные движения неизбежными спутниками раннего рока. Он посчитал, что каждый трек альбома был достоин выпуска в виде сингла, даже если он длился семь или восемь минут. Джон Габри из High Fidelity назвал Bayou Country интересным хард-роком в своих лучших проявлениях, который дарит не так много пищи для размышлений, но обладает настоящей хитовой мощью. Обозреватель Hit Parader Джим Делехант был просто очарован музыкой пластинки. «Их музыка проста и изысканна», — писал он, — «врезается в сердце, в голову и одновременно в глубь души». В его представлении Джон Фогерти при написании музыки находился под влиянием южного романтизма, который будил в голове критика образы cказок дядюшки Римуса и приключений Гекльберри Финна, за что в итоге он окрестил Фогерти «фанковым Марком Твеном». Критики высоко отозвались о вкладе каждого музыканта. Так Делехант отметил, что ритм-секция в лице Стю Кука и Дуга Клиффорда прекрасно ладит друг с другом. А Джонсон охарактеризовал голос Джона Фогерти хриплым и крикливым, но одновременно расслабленным и весёлым, при этом единственной слабостью музыканта была его невыразительная игра на губной гармошке.
Сооснователь британского музыкального журнала Let It Rock Джон Пиджон при составлении составлении обзора творческого наследия Creedence пришёл к выводу, что на Bayou Country сформировался музыкальный шаблон с формулой успеха, который использовался на трёх последующих альбомах. Согласно этой схеме каждая пластинка состояла из одного или нескольких хитов Фогерти (таких как «Proud Mary»), продолжительного номера содержащего расширенные инструментальные джемы (аналогично «Graveyard Train» и «Keep On Chooglin»), которые дополнялись ещё несколькими проходными треками Фогерти и парочкой кавер-версий (в данном случае — «Good Golly Miss Molly»). 

## Список композиций
Слова и музыка всех песен — написаны Джоном Фогерти, если не указано иное.
| №  | Название            | Длительность |
| -- | ------------------- | ------------ |
| 1. | «Born on the Bayou» | 5:10         |
| 2. | «Bootleg»           | 2:58         |
| 3. | «Graveyard Train»   | 8:32         |

| №  | Название                | Автор(ы)                         | Длительность |
| -- | ----------------------- | -------------------------------- | ------------ |
| 1. | «Good Golly Miss Molly» | Роберт Блэкуэлл, Джон Мараскалко | 2:39         |
| 2. | «Penthouse Pauper»      |                                  | 3:37         |
| 3. | «Proud Mary»            |                                  | 3:07         |
| 4. | «Keep On Chooglin’»     |                                  | 7:40         |

## Состав участников
Список составлен в соответствии с информацией базы данных Discogs.

| Creedence Clearwater Revival: - Джон Фогерти — вокал, соло-гитара, гармоника - Том Фогерти — ритм-гитара, вокал, - Стю Кук — бас-гитара - Дуг Клиффорд — ударные | Технический персонал: - Джон Фогерти — продюсер - Хэнк МакГилл — звукоинженер - Босул Парик — фотограф (фото для лицевой стороны обложки) - Малькольм Баркер — фотограф (фото для задней стороны обложки) |

## Позиции в хит-парадах
| Год появления в чарте | Хит-парад                                        | Высшая позиция | Пребывание в чарте |
| --------------------- | ------------------------------------------------ | -------------- | ------------------ |
| 1969—1970             | Великобритания (UK Albums Chart)                 | 62             | 1 неделя           |
| 1969—1970             | Канада (RPM Albums Chart)                        | 14             | 52 недели          |
| 1969—1970             | США (Billboard Best Selling Rhythm & Blues LP’s) | 41             | 10 недель          |
| 1969—1970             | США (Billboard Top LP’s)                         | 7              | 88 недель          |
| 1969—1970             | ФРГ (Offizielle Top 100)                         | 33             | 2 недели           |
| 1969—1970             | Япония (Oricon)                                  | 93             | нет данных         |

| Год  | Хит-парад                | Позиция |
| ---- | ------------------------ | ------- |
| 1969 | США (Billboard Top LP’s) | 4       |
|      |                          |         |
| 1970 | США (Billboard Top LP’s) | 97      |

| Регион                                                      | Сертификация  | Продажи    |
| ----------------------------------------------------------- | ------------- | ---------- |
| США (RIAA)                                                  | 2× Платиновый | 2 000 000^ |
| ^ Данные о тиражах приведены только на основе сертификации. |               |            |